# LBBW Meeting 2006
De LBBW Meeting 2006 is een indooratletiektoernooi, dat gehouden werd op 29 januari 2006 in het Duitse Karlsruhe.

## Mannen

### 60 meter
| rang   | atleet         | land                | tijd   |
| ------ | -------------- | ------------------- | ------ |
| Goud   | Jason Gardener | Verenigd Koninkrijk | 6,58 s |
| Zilver | Marcus Brunson | Verenigde Staten    | 6,60 s |
| Brons  | Mark Findlay   | Verenigd Koninkrijk | 6,62 s |

### 200 meter
| rang   | atleet               | land      | tijd        |
| ------ | -------------------- | --------- | ----------- |
| Goud   | Christopher Williams | Jamaica   | 20,96 s (A) |
| Zilver | Sebastian Ernst      | Duitsland | 21,24 s (A) |
| Brons  | Tobias Unger         | Duitsland | 20,71 s (B) |

### 800 meter
| rang   | atleet            | land    | tijd    |
| ------ | ----------------- | ------- | ------- |
| Goud   | Joeri Borzakovski | Rusland | 1.45,82 |
| Zilver | Wilfred Bungei    | Kenia   | 1.46,05 |
| Brons  | Dmitry Bogdanov   | Rusland | 1.46,91 |

### 1000 meter
| rang   | atleet                   | land    | tijd    |
| ------ | ------------------------ | ------- | ------- |
| Goud   | Daniel Kipchirchir Komen | Kenia   | 2.18,19 |
| Zilver | William Yiampoy          | Kenia   | 2.19,04 |
| Brons  | Abdelatif Iguider        | Marokko | 2.20,99 |

### 1500 meter
| rang   | atleet            | land      | tijd    |
| ------ | ----------------- | --------- | ------- |
| Goud   | Bouabdellah Tahri | Frankrijk | 3.39,29 |
| Zilver | James Nolan       | Ierland   | 3.39,89 |
| Brons  | Youssef Baba      | Marokko   | 3.40,14 |

### 3000 meter
| rang   | atleet         | land    | tijd    |
| ------ | -------------- | ------- | ------- |
| Goud   | Eliud Kipchoge | Kenia   | 7.33,07 |
| Zilver | Shedrack Korir | Kenia   | 7.40,23 |
| Brons  | Halil Akkas    | Turkije | 7.52,77 |

### 60 meter horden
| rang   | atleet          | land             | tijd   |
| ------ | --------------- | ---------------- | ------ |
| Goud   | Ron Bramlett    | Verenigde Staten | 7,58 s |
| Zilver | David Payne     | Verenigde Staten | 7,59 s |
| Brons  | Thomas Blaschek | Duitsland        | 7,65 s |

### polsstokhoogspringen
| rang   | atleet              | land      | hoogte     |
| ------ | ------------------- | --------- | ---------- |
| Goud   | Oleksander Korchmid | Oekraïne  | 5,76 m     |
| Zilver | Tim Lobinger        | Duitsland | 5,71 m (1) |
| Brons  | Fabian Schulze      | Duitsland | 5,71 m (3) |

### hink-stap-springen
| rang   | atleet         | land             | afstand |
| ------ | -------------- | ---------------- | ------- |
| Goud   | Marian Oprea   | Roemenië         | 17,38 m |
| Zilver | Walter Davis   | Verenigde Staten | 17,11 m |
| Brons  | Jadel Gregório | Brazilië         | 16,95 m |

## Vrouwen

### 60 meter
| rang   | atleet          | land                | tijd   |
| ------ | --------------- | ------------------- | ------ |
| Goud   | Jeanette Kwakye | Verenigd Koninkrijk | 7,23 s |
| Zilver | Stephanie Durst | Verenigde Staten    | 7,26 s |
| Brons  | Heidi Hanula    | Finland             | 7,27 s |

### 200 meter
| rang   | atleet             | land      | tijd    |
| ------ | ------------------ | --------- | ------- |
| Goud   | Julia Müller-Foell | Duitsland | 24,72 s |
| Zilver | Larissa Kaufmann   | Duitsland | 25,11 s |
| Brons  | Verena Früh        | Duitsland | 25,99 s |

### 400 meter
| rang   | atleet           | land      | tijd    |
| ------ | ---------------- | --------- | ------- |
| Goud   | Claudia Hoffmann | Duitsland | 52,58 s |
| Zilver | Claudia Marx     | Duitsland | 52,79 s |
| Brons  | Danijela Grgic   | Kroatië   | 53,77 s |

### 1500 meter
| rang   | atleet             | land      | tijd    |
| ------ | ------------------ | --------- | ------- |
| Goud   | Hind Dehiba        | Frankrijk | 4.09,90 |
| Zilver | Iryna Lisjtsjynska | Oekraïne  | 4.10,28 |
| Brons  | Irina Krakoviak    | Litouwen  | 4.10,82 |

### 60 meter horden
| rang   | atleet             | land      | tijd   |
| ------ | ------------------ | --------- | ------ |
| Goud   | Aurelia Trywianska | Polen     | 7,94 s |
| Zilver | Michelle Freeman   | Jamaica   | 7,95 s |
| Brons  | Kirsten Bolm       | Duitsland | 7,96 s |

### polsstokhoogspringen
| rang   | atleet        | land      | hoogte |
| ------ | ------------- | --------- | ------ |
| Goud   | Anna Rogowska | Polen     | 4,70 m |
| Zilver | Monika Pyrek  | Polen     | 4,65 m |
| Brons  | Anna Schultze | Duitsland | 4,40 m |

### hink-stap-springen
| rang   | atleet               | land     | afstand |
| ------ | -------------------- | -------- | ------- |
| Goud   | Carlota Castrejana   | Spanje   | 13,76 m |
| Zilver | Keila Costa          | Brazilië | 13,69 m |
| Brons  | Martina Darmovzalova | Tsjechië | 13,60 m |